# ムッシュ・ド・巴里
ミュージカル・プレイ『ムッシュ・ド・巴里』（ムッシュ・ド・パリ）は宝塚歌劇団のミュージカル作品。16場。
作・演出は太田哲則。雪組公演。
併演作品は『ラ・パッション!』。

## 解説
※『宝塚歌劇100年史（舞台編）』の宝塚大劇場公演参考。
第一次世界大戦時のアメリカ人がタイムスリップして、中世のフランスの歴史の中で大暴れをするという、コメディタッチの大活劇。
杜けあきと鮎ゆうきの宝塚大劇場におけるトップスターお披露目公演であった。

## あらすじ
※『宝塚歌劇100年史（舞台編）』の宝塚大劇場公演参考。
パリで大人気のあるアメリカ人役者のフランソワは、ある日突然15世紀のフランスにタイムスリップしてしまい、実在の詩人で義賊でもある快男児フランソワ・ヴィヨンに間違われる。フランソワは王太子が思いを寄せる美しい姫カトリーヌに一目惚れをして…。

## 公演期間と公演場所
- 1989年2月17日 - 3月28日（新人公演：3月7日） 宝塚大劇場
- 1989年6月4日 - 6月28日（新人公演：6月13日） 東京宝塚劇場

## スタッフ
※氏名の後ろに「宝塚」、「東京」の文字がなければ両公演共通
- 作曲・編曲：吉崎憲治、橋本和明
- 音楽指揮：橋本和明（宝塚）、北沢達雄（東京）
- 振付：ジム・クラーク
- 装置：石濱日出雄、関谷敏昭
- 衣装：任田幾英
- 照明：今井直次
- 小道具：榎本満春
- 効果：扇野信夫
- 音響監督：松永浩志
- 演出助手：谷正純、中村一徳
- 舞台進行：渡辺勝彦
- 製作担当：横山美次（東京）
- 制作：高野賢一

## 主な配役
※氏名の後ろに「宝塚」、「東京」の文字がなければ両公演共通
本公演
- フランソワ・ヴィヨン - 杜けあき
- カトリーヌ・ド・ボセール - 鮎ゆうき
- ロベール・ディストゥトビル - 一路真輝
- マーガレット・ド・ランカスター(元英国王ヘンリー六世の王妃) - 仁科有理
- ドルレアン公爵(ロワールの城の主。ルイ十一世の高臣) - 北斗ひかる
- 王太子ルイ(後のルイ十一世) - 沙羅けい
- ロビネ(王太子ルイの秘書) - 真咲佳子
- ティボー(親衛隊長) - 箙かおる
- レニエ(ドルレアン公爵の副官) - 高嶺ふぶき
- トマ(泥棒仲間) - 文月玲
- ギィ(泥棒仲間) - 慶一花
- アラン(泥棒仲間) - 海峡ひろき
- ルネ - 亜実じゅん
- 騎士ピエール(英王妃の供) - 安輝ひさと
- 騎士フィリップ(英王妃の供) - 轟悠
- ロバン(居酒屋の主人) - 名月かなで
- マーゴ(居酒屋の女将) - 花鳥いつき
- マリオン(酒屋の女) - 早原みゆ紀
- ユージェット(売笑婦) - 小乙女幸
- マルティーヌ(星占い師) - 一原けい
- ダフィ大佐(米陸軍・徴兵係) - 飛鳥裕
- ミス・タバリー(米外務省の職員) - 美月亜優
- マルソー軍医 - 箙かおる
- アボット軍曹 - 醐代かつら

- マルタン - ?（宝塚）、古代みず希

新人公演
- フランソワ・ヴィヨン - 高嶺ふぶき
- カトリーヌ・ド・ボセール - 朝霧舞
- ロベール、アンリ - 轟悠
- マーガレット王妃 - 美月亜優
- ドルレアン公爵 - 海峡ひろき
- 王太子ルイ - 美樹さやか
- ロビネ - 黛れいな
- ティボー - 星沙紀帆
- レニエ - 矢吹翔